# João Mello
João Mello (Salvador, 24 de junho de 1921 - Aracaju, 5 de janeiro de 2010), foi um produtor musical, compositor e cantor brasileiro.

## Biografia
Aos três anos de idade, se mudou com os pais para Sergipe. Com dezenove anos, a convite do cantor Sílvio Caldas, resolve ir ao Rio de Janeiro, onde se apresentou como cantor pela primeira vez na Rádio Tupi em 23 de Junho de 1941.
Já residente no Rio de Janeiro e contratado pela Sinter, gravou seu primeiro disco em 78 rotações no ano de 1958. Nele interpretou as músicas "Iá Iá da Bahia chegou", composta em parceria com Clodoaldo Brito (Codó) e "Xim-xim de galinha" de sua autoria. Um ano depois lança o LP Apresentando João Mello em Ritmos do Brasil também pela Sinter, em que consta as duas músicas citadas, além de outras composições como "Berimbau" e "Fiquei na Bahia" (com Codó), "Sergipinho", "Meu irmão não vá", "Você", "É fingimento", "Felicidade", "Velho pescador" e "Chamado do mar". Em 1963, João Mello lançou mais um LP: A Bossa do Balanço, desta vez pela Philips, com o acompanhamento musical do Tamba Trio. Neste disco, ele cantou sambas e marchas como "Gostoso é sambar", "Jogado fora" e "Vai sofrer vai chorar" (de sua autoria), além de interpretar músicas de outros compositores.
Em 1967, participou do III Festival da Música Popular Brasileira da TV Record, através das músicas "O Milagre" (Nonato Buzar) e "A Cantiga de Jesuíno" (Capiba e Ariano Suassuna), mais tarde lançadas, cada uma, em dois LPs.
Como compositor, teve músicas gravadas por Sérgio Mendes e outros artistas da música brasileira. Compôs a música Sambou sambou em parceria com João Donato.
Além disso, fez adaptações para obras infantis e se destacou como produtor musical, trabalhando durante doze anos na Companhia Brasileira de Discos (selos Philips, Polydor, Fontana) e logo depois na gravadora Som Livre. Produziu diversos artistas da MPB durante a década de 60 e 70, e fez amizade com os cantores Paulinho da Viola, Jorge Benjor, Luiz Melodia, Geraldo Azevedo, entre outros. Lançou o cantor e compositor Djavan e produziu, em 1973, a trilha sonora da Novela O Bem Amado, da TV Globo.

## Discografia
- Iá Iá da Bahia chegou/Xim-xim de galinha - 78 rpm Sinter - 1958
- Apresentando João Mello em Ritmos do Brasil - LP Sinter - 1959
- Orós precisa de nós/O chamado do mar - 78 rpm Sinter - 1960
- Raio de sol/Amor de verão - 78 rpm Philips - 1961
- Bloco do gari/Nero e a mulata - 78 rpm Philips - 1961
- Sai dessa onda/O pregador de conversa - 78 rpm Philips - 1962
- Me contaram diferente - 78 rpm Philips - 1962
- A bossa do balanço - LP Philips - 1963